# Goupillières (Eure)
Goupillières település Franciaországban, Eure megyében. Lakosainak száma 893 fő (2018. január 1.). Goupillières Beaumontel, Launay, Nassandres és Perriers-la-Campagne községekkel határos.

## Népesség
A település népességének változása:
| Lakosok száma | 842  | 878  | 1287 | 894  | 893  |
|               | 2013 | 2015 | 2016 | 2017 | 2018 |